# 青空娘
『青空娘』（あおぞらむすめ）は、源氏鶏太による日本の小説であり雑誌『明星』に連載され、1957年には東方社から最初の単行本が刊行された。
同作は1957年にラジオ東京（現：TBSラジオ）でラジオドラマ化された（『明星アワー』内）。
また1957年には、同作を原作とする日本映画が公開された（大映製作）。

## ストーリー
田舎で祖母と暮らしていた小野有子は、死去前の祖母から、自分が父の不倫相手との子供だとしらされる。上京して父親の一家と暮らす有子は、その家で女中あつかいをされるが、明るく気丈にふるまう。
有子の教師であった二見、有子の姉のボーイフレンドだった広岡と、二人の男性が有子に好意を抱く。そしてこの二人の助けで、有子は実母と再会するのだった。

## 単行本（翻訳含む）
- 『青空娘』東方社、1957年
- 『青空娘』講談社ロマン・ブックス、1958年
- 『青空娘』講談社文庫、1964年
- 「青空娘」『源氏鶏太全集 第8巻』所収、講談社、1966年
- 『青空娘』春陽堂文庫、1966年
- 「藍天少女」（楊偉訳）『当代日本少年文学叢書・少女小説選』所収、遼寧少年児童出版社、1990年3月
- 『青空娘』ちくま文庫、筑摩書房、2016年2月10日

## コミカライズ
- 『少女ブック』集英社、1957年10月～1958年3月に牧かずまの漫画版が連載.

## 映画

### 青空娘（1957年）
1957年10月8日に大映系で公開。カラー・スタンダード・88分。
のちに、名トリオになる、監督：増村保造、脚本：白坂依志夫、主演：若尾文子の組み合わせによる、初めての作品。

#### スタッフ・作品データ
- 監督： 増村保造
- 製作： 永田雅一
- 企画： 藤井浩明
- 原作： 源氏鶏太
- 脚本： 白坂依志夫
- 撮影： 高橋通夫
- 美術： 柴田篤二
- 編集： 中静達治
- 音楽： 小杉太一郎
- 録音： 須田武雄[4][5]
- 照明： 久保田行一[4][5]

#### キャスト
- 小野有子：若尾文子
- 二見桂吉：菅原謙二
- 広岡良輔：川崎敬三
- 広岡静江（良輔の母）：東山千栄子
- 小野栄一（有子の父）：信欣三
- 小野達子（有子の義母）：沢村貞子
- 小野照子（有子の姉）：穂高のり子
- 小野正治（有子の兄）：品川隆二
- 小野弘志（有子の弟）：岩垂幸彦
- 三村町子（有子の実母）：三宅邦子
- 八重（小野家の女中）：ミヤコ蝶々
- 哲五郎（世界の名言に凝っている魚屋）：南都雄二
- 米川信子（有子の高校での友達）：八潮悠子
- 稲川青子（二見に執着するモデルの女）：矢島ひろ子
- 有子のお婆さん：滝花久子
- 信子の叔母（銀座のキャバレーのマダム）：清川玉枝

#### 映像ソフト
- 2006年10月27日より角川ヘラルド映画からDVDが発売されている。

### 私は負けない（1966年）
1966年7月30日に大映系で公開。カラー・シネマスコープ・84分。
源氏鶏太の原作「青空娘」を再び白坂依志夫の脚本により、井上昭の監督と安田道代の主演で再映画化した。

#### スタッフ
- 監督： 井上昭
- 企画： 藤井浩明
- 原作： 源氏鶏太
- 脚本： 白坂依志夫
- 撮影： 竹村康和
- 美術： 上里忠男
- 編集： 山田弘
- 音楽： 古谷允とザ・フレッシュメン
- 録音： 海原幸夫
- 照明： 加藤博也

#### キャスト
- 小野有子：安田道代
- 二見桂吉：早川保
- 広岡良輔：青山良彦
- 広岡静江：北城真記子
- 小野栄一：船越英二
- 小野達子：萬代峰子
- 小野照子：明星雅子
- 小野正治：酒井修
- 三村町子：大塚道子
- 八重：坂本スミ子
- 哲五郎：松山英太郎
- 有子の祖母：瀧花久子

## 註
1. ↑  1956年7月号から1957年11月号まで連載。連載中に大映映画化決定が告知され、最終回の11月号には、映画ロケ地巡りなど特集が組まれた。
2. 1 2  映画ドットコム
3. ↑  木曜21:30 - 22:00（JST）、津村順天堂（現：ツムラ・バスクリン）の一社提供。
4. 1 2 3  “青空娘”.  角川映画. 2018年1月26日時点のオリジナルよりアーカイブ。2022年10月3日閲覧。
5. 1 2 3  kinenote.